# Athleta
Athleta là một chi ốc biển, là động vật thân mềm chân bụng sống ở biển trong họ Volutidae.

## Các loài
Các loài thuộc chi Athleta bao gồm:
- Athleta abyssicola (Adams & Reeve, 1848)[2]
- Athleta boswellae (Rehder, 1969)[3]
- Athleta disparilis (Rehder, 1969)[4]
- Athleta epigona (Martens, 1904)[5]
- Athleta gilchristi (Sowerby III, 1902)[6]
- Athleta glabrata (Kilburn, 1971)[7]
- Athleta kilburni (Rehder, 1974)[8]
- Athleta lutosa (Koch, 1948)[9]
- Athleta mozambicana (Rehder, 1972)[10]
- Athleta nana (Rehder & Weaver, 1974)[11]
- Athleta rosavittoriae (Rehder, 1981)[12]
- Athleta semirugata (Rehder & Weaver, 1974)[13]
- Athleta insperata Darragh, 1979[14]
- Athleta pisororum Morrison, 2006[15]
- Athleta studeri (Martens, 1897)[16]
- Athleta pisororum Morrison, 2006[17]

## Hình ảnh

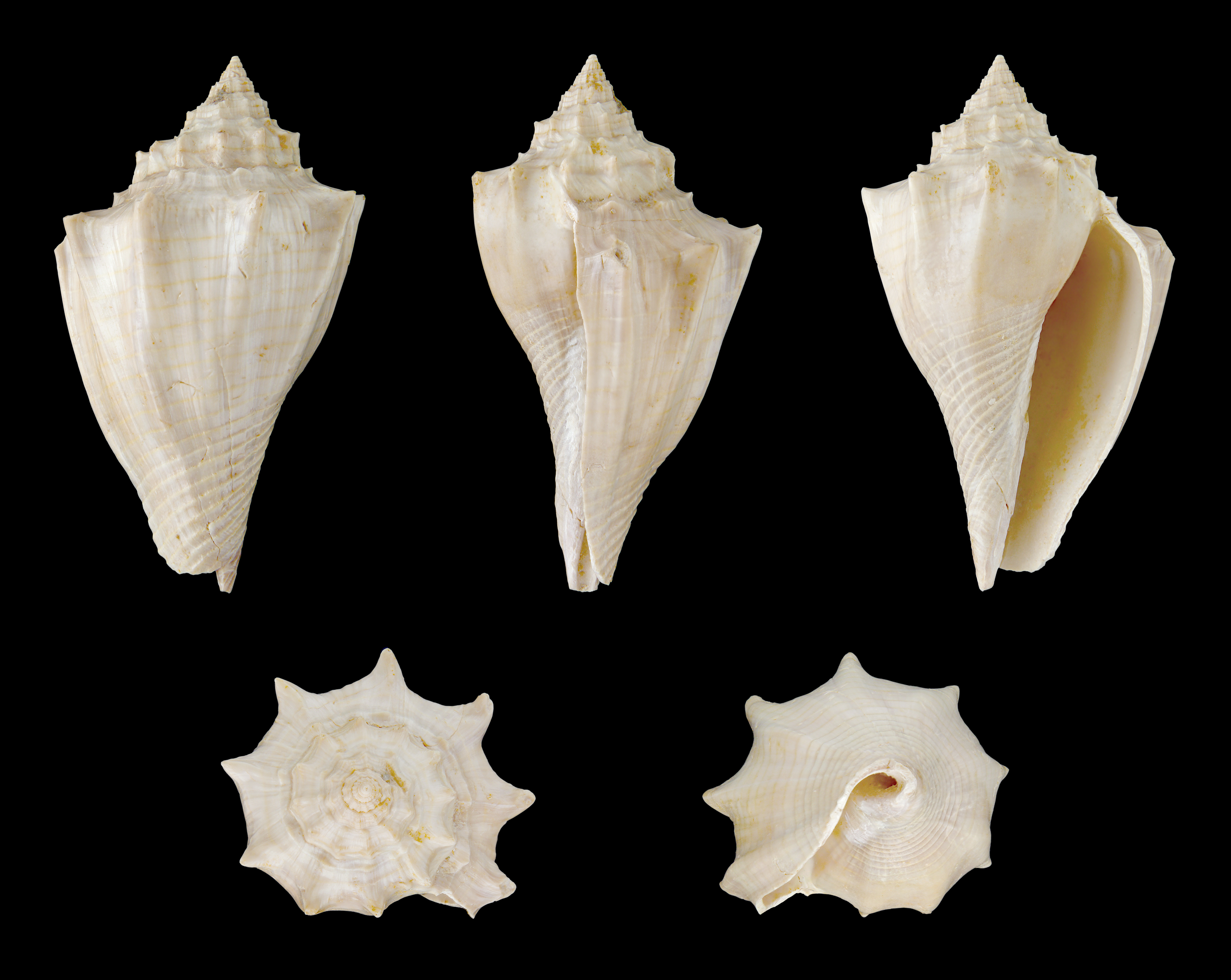